# Жълтоклюно конопарче
Жълтоклюното конопарче (Carduelis flavirostris) е птица от семейство Чинкови (Fringillidae). Среща се и в България.

## Физически характеристики
Дължина на тялото – 13 cm. Има сезонен диморфизъм, като есенно-зимния период тялото отгоре е петнистокафяво с червен кръст; гърлото е кафяво, гърдите са охристи с черни щрихи, коремът е белезникав; клюнът е жълт. През лятото окраската е по-тъмна и петната не са контрастни; клюнът е сив.

## Разпространение
Срещат се в цяла България

## Начин на живот и хранене
Жълтоклюното конопарче е пойна птица, която предимно се движи на големи ята особено в зимния период, през които се наблюдава най-вече по низините. Храни се със семена, конопено и щирово семе най-вече.

## Размножаване
През летния сезон те предпочитат по-високите места за размножаване, гнездят по елхови и борови горички.

## Допълнителни сведения
В България жълтоклюното конопарче живее свободно и е защитен вид, продажбата и затварянето им в клетка е строго забранено от българското законодателство.